# Marthasterias glacialis
Marthasterias là tên của một chi sao biển thuộc họ Asteriidae và loài Marthasterias glacialis là loài duy nhất nằm trong chi này. Nó là loài bản địa của vùng biển phía đông của Đại Tây Dương.

## Mô tả
Marthasterias glacialis là loài có kích thước hơi lớn với phần trung tâm nhỏ và 5 cánh dài, thon và như búp măng. Mỗi cánh có 3 hàng gai hình nón, màu hơi trắng, chỗ nhọn thì có màu tím và mỗi gai thì đều có một vòng chân kìm nhỏ (một cấu trúc tương tự như càng cua). Nó có màu từ hơi nâu đến màu xám hơi xanh lục, có nét màu vàng hoặc là đó. Loài này có thể phát triển đến kích thước 70 cm nhưng kích thước bình thường của chúng thì chỉ từ 25 đến 30 cm. Thi thoảng, người ta còn nhầm lẫn nó với loài Leptasterias muelleri.

## Phân bố và môi trường sống
Marthasterias glacialis là loài bản địa của vùng biển phía đông Đại Tây Dương. Từ Iceland đến Açores và Địa Trung Hải. Người ta còn nhìn thấy nó ở Nam Phi. Quanh những hòn đảo nhỏ của Anh, nó sống trong khu vực nhỏ, phía tây. Đó là chung quanh Scotland, Wales, hầu như cả Ireland và phần phía tây của miền nam Anh. Độ sâu mà chúng sinh sống là khoảng 200 mét và đáy biển mà chúng sống là bùn hoặc là cát, cùng như là đá.

## Sinh thái học
Thức ăn của loài sao biển này chủ yếu là các loài động vật không xương sống và các loài thân mềm hai mảnh vỏ như trai. Trong mô của loài này có những hợp chất hữu cơ lớp Saponin, chất này sẽ làm ảnh hưởng đến loài ốc Buccinum undatum rất đột ngột. Ở nồng độ thấp, các loài trai sẽ chạy đi nhưng ở nồng độ cao thì chúng khó chạy trốn được vì hệ cơ của nó bị ảnh hưởng bởi các chất này. Bên cạnh đó, chất này cũng ảnh hưởng đến 2 loài cầu gai là Strongylocentrotus droebachiensis và Psammechinus miliaris. S. droebachiensis thì chạy đi nhưng P. miliaris thì không cần chạy vì chân kìm nhỏ của nó có chứa độc.
Vào khoảng tháng 7, tháng 8 tại Ireland, chúng tụ lại thành đám ở vùng nước nông. Khi nhiệt độ nước ấm lên một chút, chúng sẽ uốn cong cơ thể lên và phóng trứng, tinh trùng vào nước. Con đực có kích thước 2,5 cm đã có thể sinh sản nhưng con cái thì có đường kính ít nhất là 9 cm mới sinh sản.